# Ares
Ares (gr. Ἄρης Árēs, łac. Mars) – w mitologii greckiej bóg wojny, syn Zeusa i Hery. Jego odpowiednikiem w mitologii rzymskiej jest Mars. W astrologii identyfikowany z Baranem. Jeden z dwunastu bogów olimpijskich.
W odróżnieniu od Ateny, która również jest greckim bóstwem wojny, nie patronuje on rzemiosłu wojennemu i sprawiedliwej walce, ale nikczemnościom związanym z wojną: konfliktowi, zniszczeniu i okrucieństwu. Jest patronem m.in. szpiegów, katów i bezwzględnych dowódców. Pozytywnym jednak aspektem był fakt, że to Ares nauczył ludzkość bezinteresownego bohaterstwa i prawdziwej odwagi. Potrafił sprowadzić pokój, bronić ojczyzny, porządku społecznego. Jest to jednocześnie bóg odwagi, męstwa, dawca siły, wytrzymałości, ducha bojowego oraz kontroli gniewu, potrafiący zesłać lęk i tchórzostwo.

## Dzieciństwo
Ares był synem Zeusa i Hery. Nie przejawiał żadnych szczególnych zdolności, dlatego rodzice oddali go na wychowanie jednemu z tytanów. Jego opiekun sam nic nie umiał i trenował boga jedynie w ćwiczeniach fizycznych. Zaszczepiło to przekonanie u Aresa, że najwspanialszym z zajęć jest wojna.
Po jakimś czasie Hefajstos wykuł dla niego włócznie, miecze i tarcze, po czym bóg wojny zszedł na ziemię. Nauczył tam ludzi prawdziwej walki, nauczył ich okrucieństwa i wojny. Wcześniej konflikty kończyły się jedynie kilkoma siniakami i guzami.

## Symbole
Symbolami Aresa są: w Grecji – miecz, zbroja i tarcza, w Rzymie – włócznia, zbroja i tarcza. Jego zwierzętami są: pies, jastrząb, koń, wilk i sęp.

## Walka
Cechą charakterystyczną Aresa jest to, że kocha wojnę "brudną", niesprawiedliwą. Jest przeciwieństwem Ateny, która patronuje walce sprawiedliwej. Podczas bitwy morduje wojowników obydwu stron. Najlepszym przykładem jest wojna trojańska, gdzie stawał naprzemiennie po stronie Greków i Trojan.
Podczas walki towarzyszą mu siostra Eris, oraz synowie: Fobos (Strach) i Dejmos (Lęk).
Wiele walk stoczył z Ateną. Ares nie wychodzi z nich zwycięsko. Jedną z nich opisał Homer w "Iliadzie":

Lecz go chwyta siedząca na wozie bogini,

Na bok zwraca i próżny boga zamach czyni.

Znowu z kolei pocisk Diomed wymierzył:

Od Pallady niesiony, tam oszczep uderzył,

Gdzie nad stanem rycerski pas się rozpościera;

Tam trafia grot i boskim ostrzem skórę zdziera.

Wyciągnęła go Pallas; z podniesionej rany

Tak doniośle zaryczał bóg Ares miedziany,

Jako dziewięć lub dziesięć tysięcy by razem

Krzyknęło ludzi, krwawym walczących żelazem.

W tym cytacie widać, że Ares nie jest niezwyciężony. Pewnego dnia boga porwali dwaj zbóje, którzy więzili go w lochach przez piętnaście miesięcy. Ares był przez nich okrutnie traktowany, nie mógł jeść ani pić. Bóg uwolnił się z niewoli cudem, wycieńczony i straszliwie głodny.

## Romans z Afrodytą
Związek między Aresem i Afrodytą był powszechnie znany na Olimpie. Żona Hefajstosa została przyłapana na zdradzie przez boga Heliosa, który doniósł o tym mężowi bogini. Wściekły kowal uplótł sieć, cienką, a jednocześnie bardzo wytrzymałą. Umieścił ją nad łożem Afrodyty i wkrótce kochankowie zostali schwytani. Z wielkim rozbawieniem przyglądali się Olimpijczycy spętanym bogom. W końcu, z woli Zeusa, uwolniono Afrodytę i Aresa. Bogini miłości po tym incydencie uciekła na Cypr, a patron wojny – do Tracji. Z ich związku narodzili się Eros, Anteros, Dejmos, Fobos i Harmonia.

## Mars
Odpowiednik greckiego Aresa, czczony w Rzymie o wiele bardziej niż w Starożytnej Grecji. Wyruszający do boju dowódca wołał: "Marsie, czuwaj!". Poświęcono mu wiele miejsc, z czego najsłynniejsze to Pole Marsowe.

## Kult
Ares odbierał cześć w całej Grecji, ale nie był uznawany za wielkie bóstwo opiekuńcze, tak jak to miało miejsce w Rzymie. Nie stawiano mu wielkich świątyń – stawiano mu zazwyczaj kapliczki – i to poza murami miast, niedaleko głównych dróg dojazdowych. Cel był bardzo pragmatyczny: żadne wojsko podczas bitwy i oblężenia nie odważyłoby się zniszczyć kapliczek poświęconych samemu bogowi wojny. Od jego imienia pochodzi jednak nazwa ateńskiego Areopagu, czyli Wzgórza Aresa, gdzie znajdowała się siedziba sądu w sprawach życia i śmierci (o zabójstwo). Czcicielami Aresa byli wojownicze ludy: Tegei, Elei, Sparty, gdzie znajdowało się jego sanktuarium, a także Tebańczycy i Ateńczycy, gdzie rzeźbiarz Alkamenes – współczesny Fidiaszowi i rywalizujący z nim – wykonał wspaniały posąg boga. Głównym ośrodkiem kultu Aresa była Tracja, kraina o burzliwej pogodzie, zamieszkana przez lud dziki i wojowniczy. Grecy uważali Aresa za boga wojny niesprawiedliwej, zaborczej, agresji i brutalności. Boginią wojny sprawiedliwej, toczonej w słusznej sprawie była Atena, otoczona szczególnie silnym kultem w wielu greckich miastach. Tymczasem w Rzymie Minerwa, odpowiedniczka Ateny, nie pełniła roli bóstwa wojennego, a Mars, odpowiednik Aresa, był bóstwem wojny w ogóle i jako patron działań wojennych i zwycięstw był jednym z najważniejszych bóstw panteonu.

## Ares w sztuce
Sztuka przedstawia go jako silnego, młodego mężczyznę – nagiego i bez brody. Rzadko spotykane są jego wizerunki z brodą i zbroją. Jednym z jego zachowanych posągów jest Ares Ludovisi.

## Geneza imienia
Imię Aresa wykazuje pochodzenie greckie, choć etymologowie nie są zgodni co do genezy. Używany przez Homera (Iliada XII 519, XXII 132 i dalsze) jego przydomek Enyalios określał go jako bóstwo wojny, choć był również mianem jego syna zrodzonego ze związku z siostrą (albo córką) Enyo.